# 馬爾科·馬爾基奧尼
馬爾科·馬爾基奧尼（Marco Marchionni，1980年7月22日—），是一位足球領隊及已退役意大利足球運動員，在場上司職右邊鋒。馬爾基奧尼曾效力於意甲球隊費倫天拿及尤文圖斯，參加了2006-07賽季意大利乙級足球聯賽的賽事。在2007/08賽季意甲賽事中，他代表尤文圖斯上陣11場入1球。
2009年7月7日，佛羅倫薩宣布以200萬歐元買下馬爾基奧尼的一半所有權。2009/10賽季開始，馬爾基奧尼代表佛羅倫薩參賽。